# The Gift
The Gift este episodul 97 al serialului american Zona crepusculară. A fost difuzat pe data de 27 aprilie 1963 pe CBS.

## Prezentare

### Introducere
| “ | Locul este Mexic, dincolo de granița cu Texas, un sat de munte uitat de timp din cauza îndepărtării sale și copleșit brusc de secolul al XX-lea. Și acesta este Pedro, în vârstă de 9 ani, un băiețel singuratic și răzleț, care va întâlni în scurt timp un călător dintr-un loc îndepărtat. În prezent ne aflăm la patruzeci de mile de Rio Grande, însă toate locurile pot fi Zona crepusculară. | ” |

### Intriga
Un extraterestru umanoid se prăbușește în apropierea unui sat de munte din Mexic, lângă granița statului Texas. Acesta a ucis un polițist și a rănit altul. Când ajunge la un bar din sat, își pierde cunoștința. Un medic îl operează și extrage două gloanțe din pieptul său. Extraterestrul - care își spune „domnul Williams - se împrietenește cu Pedro, un orfan a cărui sarcină este să curețe barul. Pedro primește un cadou de la Williams, dar nu îi explică ce este.
Între timp, barmanul anunță armata⁠(d). William încearcă să ajungă la nava sa spațială, dar soldații și sătenii îl încolțesc. Acesta încearcă să le explice că intențiile sale sunt bune și că polițistul a fost împușcat accidental. Îi spune lui Pedro să-i arate medicului darul, dar sătenii speriați, considerând că este magie neagră sau mâna diavolului, îl confiscă și îl incendiază. În timp ce Williams încearcă să se apropie de Pero și viceversa, este împușcat de sătenii convinși că dorește să-l rănească pe băiat. Cu Williams mort, doctorul ridică  rămășițele darului și citește cu voce tare textul înscris pe acesta: „Salutări oamenilor de pe Pământ: venim ca prieteni în numele păcii. Vă aducem acest cadou. Următoarea formulă chimică este... un vaccin împotriva tuturor formelor de cancer...". Restul s-a pierdut în flăcări. Doctorul susține: „Nu am ucis doar un om, am ucis un vis”.

### Concluzie
| “ | Madeiro, Mexic, în prezent. Subiectul: frica. Leacul: puțin mai multă credință. O prescripție medicală de pe un raf în Zona crepusculară. | ” |